# Dendroblatta sobrina
Dendroblatta sobrina es una especie de cucaracha del género Dendroblatta, familia Ectobiidae, orden Blattodea.

## Distribución
Se distribuye por Nicaragua, Costa Rica, Panamá, Colombia, Venezuela, Trinidad y Tobago y Brasil.

## Taxonomía
Fue descrita por Rehn, J. A. G. en 1916 y publicada en Rehn, J. A. G. 1916. The Stanford Expedition to Brazil, 1911. J.C. Branner, Director. Dermaptera and Orthoptera I. Proceedings of the Academy of Natural Sciences of Philadelphia 42:215-308.